# Copa de Supernaciones de Polo
La Copa de Supernaciones, oficialmente llamada FIP Super Nations Cup, es la competición oficial de polo entre selecciones con el hándicap más alto permitido por equipos, con un total de 24 goles. Es organizada por la Federación Internacional de Polo (FIP), y a 2017 se han realizado tres ediciones desde su inauguración como torneo en 2012.

## Resultados
Medallero histórico
| Núm. | País           | Oro | Plata | Bronce | Total |
| ---- | -------------- | --- | ----- | ------ | ----- |
| 1    | Hong Kong      | 2   | 0     | 1      | 3     |
| 2    | Argentina      | 1   | 0     | 0      | 1     |
| 3    | Inglaterra     | 0   | 2     | 0      | 2     |
| 4    | Estados Unidos | 0   | 1     | 2      | 3     |

Detalle de finales
| Edición | Año  | Sede            |           | Oro    | Final Resultado | Plata          |        | Bronce     | Resultado | Cuarto lugar |
| I       | 2012 | Tianjin (China) | Argentina | 8 - 7  | Estados Unidos  | Hong Kong      | 8 - 6  | Inglaterra |           |              |
| II      | 2013 | Tianjin (China) | Hong Kong | 11 - 7 | Inglaterra      | Estados Unidos | 13 - 8 | Argentina  |           |              |
| III     | 2014 | Tianjin (China) | Hong Kong | 11 - 8 | Inglaterra      | Estados Unidos | 10 - 9 | Argentina  |           |              |